# Regelaltersrente
Die Regelaltersrente ist nach § 33 Abs. 2 Nr. 1 SGB VI eine Altersrente der deutschen gesetzlichen Rentenversicherung (GRV).

## Regelaltersgrenze
| Geburtsjahr | Regelalters- grenze | Erreichen der Regelaltersgrenze |
| ----------- | ------------------- | ------------------------------- |
| vor 1947    | 65                  | bis 31. Dezember 2011           |
| 1947        | 65 + 01 Monat       | 02.2012 – 01.2013               |
| 1948        | 65 + 02 Monate      | 03.2013 – 02.2014               |
| 1949        | 65 + 03 Monate      | 04.2014 – 03.2015               |
| 1950        | 65 + 04 Monate      | 05.2015 – 04.2016               |
| 1951        | 65 + 05 Monate      | 06.2016 – 05.2017               |
| 1952        | 65 + 06 Monate      | 07.2017 – 06.2018               |
| 1953        | 65 + 07 Monate      | 08.2018 – 07.2019               |
| 1954        | 65 + 08 Monate      | 09.2019 – 08.2020               |
| 1955        | 65 + 09 Monate      | 10.2020 – 09.2021               |
| 1956        | 65 + 10 Monate      | 11.2021 – 10.2022               |
| 1957        | 65 + 11 Monate      | 12.2022 – 11.2023               |
| 1958        | 66                  | 01.2024 – 12.2024               |
| 1959        | 66 + 02 Monate      | 03.2025 – 02.2026               |
| 1960        | 66 + 04 Monate      | 05.2026 – 04.2027               |
| 1961        | 66 + 06 Monate      | 07.2027 – 06.2028               |
| 1962        | 66 + 08 Monate      | 09.2028 – 08.2029               |
| 1963        | 66 + 10 Monate      | 11.2029 – 10.2030               |
| ab 1964     | 67                  | ab 1. Januar 2031               |

Nach § 35 Satz 2 SGB VI wird die Regelaltersgrenze in Deutschland mit Vollendung des 67. Lebensjahres (der 67. Geburtstag) erreicht. Rentenbeitragszahler, die vor dem 1. Januar 1947 geboren wurden, konnten schon mit 65 Jahren in Rente gehen. Für alle Rentenbeitragszahler, die ab dem 1. Januar 1947 geboren wurden, erhöht sich die Regelaltersgrenze jährlich (siehe nebenstehende Tabelle gem. § 235 SGB VI).
Rentenbeitragszahler, die ab dem 1. Januar 1964 geboren wurden, können erst mit Vollendung des 67. Lebensjahres ohne Abzüge in Rente gehen, dies ist nach aktuellem Rentenrecht erst ab dem 1. Januar 2031 möglich.

## Rentenanspruch und Wartezeit (Mindestversicherungszeit)
Der Rentenbeginn ist zu unterscheiden vom Renteneintrittsalter, dem Zeitpunkt, in dem Anspruchsberechtigte tatsächlich in Rente gehen. Für einen Anspruch auf die Regelaltersrente muss die allgemeine Wartezeit von fünf Jahren (§ 50 Absatz 1 Satz 1 SGB VI) erfüllt sein. Sie kann durch Beitragszeiten und mit Ersatzzeiten erfüllt werden (§ 51 Absatz 1 und 4 SGB VI).
Haben Versicherte bis zum Erreichen der Regelaltersgrenze eine Rente wegen verminderter Erwerbsfähigkeit oder eine Erziehungsrente bezogen, gilt die allgemeine Wartezeit als erfüllt (§ 50 Absatz 1 Satz 2 SGB VI).
Die Rente wird immer nur auf Antrag geleistet (§ 19 Satz 1 SGB IV).

## Rentenbeginn
Die Regelaltersrente wird von dem Kalendermonat an geleistet, zu dessen Beginn die Anspruchsvoraussetzungen vorliegen, sofern der Rentenantrag bis zum Ende des dritten Kalendermonats nach Ablauf des Kalendermonats gestellt wird, in dem die letzte Anspruchsvoraussetzung erfüllt wird (§ 99 SGB VI). Die Rente wird also frühestens ab dem Monat gezahlt, der auf den Monat folgt, in dem der Versicherte die Regelaltersgrenze vollendet; Personen die am 1. eines Monats Geburtstag haben, können die Rente bereits in dem Monat beziehen, in dem sie ihren Geburtstag haben. Bei einer Antragstellung nach der Drei-Monatsfrist beginnt die Rente frühestens mit dem Antragsmonat.
Der Versicherte hat die Möglichkeit, im Rentenantrag zu bestimmen, dass die Altersrente von einem späteren Rentenbeginn an geleistet werden soll. Sind die Anspruchsvoraussetzungen der Altersrente, abgestellt auf diesen von dem Versicherten bestimmten Rentenbeginn erfüllt, ist die Altersrente von diesem Zeitpunkt an zu leisten. Für jeden Kalendermonat, den die Rente nach Erreichen der Regelaltersgrenze nicht in Anspruch genommen wird, erhöht sie sich um 0,5 % (§ 77 Abs. 3 Satz 3 Nr. 3 SGB VI).

## Zugangsfaktor
Der Zugangsfaktor für die Regelaltersrente ist 1,000 und kann durch einen späteren Rentenbeginn angehoben werden. Eine vorzeitige Inanspruchnahme der Regelaltersrente ist ausgeschlossen. Eine abschlagsfreie Rente vor dem Erreichen der Regelaltersgrenze ist nur durch eine andere Rentenart zu erhalten (beispielsweise Altersrente für schwerbehinderte Menschen, Altersrente für besonders langjährig Versicherte, Altersrente wegen Arbeitslosigkeit oder nach Altersteilzeitarbeit oder Altersrente für Frauen).

## Rentenformel
| Bruttolohn [€] | Bruttolohn [€] | Nettorente * [€] nach… | Nettorente * [€] nach… |
| Monat | Stunde**       | …35 Jahren             | …40 Jahren             |
| --- | -------------- | ---------------------- | ---------------------- |
| 2000 | 11,54          | 0650,66                | 0743,61                |
| 2250 | 12,98          | 0731,99                | 0836,56                |
| 2500 | 14,42          | 0813,32                | 0929,51                |
| 2750 | 15,87          | 0894,65                | 1022,46                |
| 3000 | 17,31          | 0975,98                | 1115,41                |
| 3250 | 18,75          | 1057,32                | 1208,36                |
| 3500 | 20,19          | 1138,65                | 1301,31                |
| * Bruttorente abzgl. Kranken- und Pflegeversicherung, mittlerer Zusatzbeitrag, ohne Kinder, vor Steuern (vgl. Nachgelagerte Besteuerung); Rechengrößen Stand 1. Januar 2015, endg. Durchschnittsentgelt 2012* Rein rechnerische Größe unter der Annahme von in Mittel 173,3 bezahlten Arbeitsstunden im Monat |                |                        |                        |

Die Rentenformel für alle Renten der gesetzlichen Rentenversicherung lautet mathematisch notiert:
{\displaystyle \mathrm {Rente} _{\mathrm {mtl} }=EP\cdot ZF\cdot RAF\cdot aRW},
wobei {\displaystyle \mathrm {Rente} _{\mathrm {mtl} }} die monatliche Bruttorente in Euro darstellt, {\displaystyle EP} die erreichte Summe der Entgeltpunkte ist, {\displaystyle ZF} der Zugangsfaktor, {\displaystyle RAF} der Rentenartfaktor und {\displaystyle aRW} der aktuell gültige Rentenwert in Euro ist.
Da bei der Regelaltersrente der Zugangsfaktor und der Rentenartfaktor jeweils 1,0 lauten, lässt sich die Rente über die einfache Multiplikation der Entgeltpunkte mit dem aktuellen Rentenwert ermitteln.
Beispiel: Hat ein Arbeitnehmer 45 Jahre gearbeitet und stets ein Arbeitsentgelt in Höhe des jährlich ermittelten Durchschnittseinkommens erzielt, wird er statistisch als Eckrentner bezeichnet. Er erhält seit dem 1. Juli 2025 eine monatliche Bruttorente von 1835,55 EUR (= 45 EP × 40,79 EUR).

## Hinzuverdienst
Der Bezieher einer Regelaltersrente darf unbeschränkt hinzuverdienen, ohne dass der Hinzuverdienst zur Minderung oder gar zum Wegfall der Rente führt.

## Geschichte

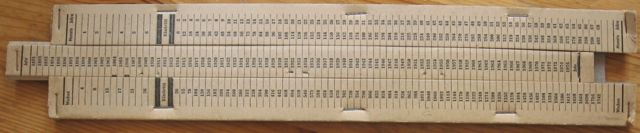
Datenschieber der LVA Hannover über zu erwartende Versicherungsjahre

Die mit dem Gesetz betreffend die Invaliditäts- und Altersversicherung vom 22. Juni 1889 eingeführte allgemeine Altersgrenze, die zum Bezug von Rente berechtigte, betrug im deutschen Kaiserreich ab 1. Januar 1900 zunächst 70 Jahre. Am 19. Juli 1911 wurde diese Altersgrenze auch in § 1257 der Reichsversicherungsordnung (RVO) (RGBl. S. 509) festgelegt. Für Angestellte wurde sie im selben Jahr vom Gesetzgeber im „Versicherungsgesetz für Angestellte“ in § 25 vom 20. Dezember 1911 auf 65 Jahre herabgesetzt. Ab 1. Januar 1916 wurde die Herabsetzung auch in der Arbeiterrentenversicherung nachvollzogen.
Für weibliche Versicherte in der Arbeiterrentenversicherung galt in der Zeit des Zweiten Weltkriegs für Frauen eine Altersgrenze ab dem 55. Lebensjahr, sofern sie vier lebende Kinder geboren hatten und ihre Ehemänner gestorben waren. Dies regelte § 2 Abs. 2 des „Zweiten Gesetzes über die Verbesserung der Leistungen in der Rentenversicherung“ vom 19. Juni 1942 (RGBl. I S. 407) und § 1 der „Verordnung zur Anpassung der Reichsversicherungsgesetze an das Zweite Gesetz über die Verbesserung der Leistungen in den Rentenversicherung“ vom 22. Juni 1942 (RGBl. I S. 411) mit der Ergänzung durch § 1253 Abs. 2 RVO.
Mit der Rentenreform 1957 galt in der Bundesrepublik Deutschland für die Rentenversicherungen der Angestellten und Arbeiter eine einheitliche Regelung der Altersgrenze. Danach erhielten weibliche Versicherte, die das 60. Lebensjahr vollendet haben, auf Antrag Altersruhegeld, wenn sie die Wartezeit erfüllt und in den letzten 20 Jahren überwiegend eine rentenversicherungspflichtige Beschäftigung oder Tätigkeit ausgeübt haben (§ 25 Abs. 3 AnVG in der Fassung des Angestelltenversicherungs-Neuregelungsgesetzes vom 23. Februar 1957, BGBl. I S. 88). Für männliche Versicherte und für weibliche Versicherte, die die Voraussetzungen des § 25 Abs. 3 AnVG nicht erfüllten, galt grundsätzlich § 25 Abs. 5 AnVG, nach welchem den Versicherten Altersruhegeld gewährt wird, die das 65. Lebensjahr vollendet und die Wartezeit erfüllt haben. Die Einführung einer besonderen Altersgrenze für Frauen ging dabei auf einen Vorschlag des Bundestagsausschusses für Sozialpolitik zurück. Zur Begründung der vom Regierungsentwurf abweichenden Regelung führte dieser in seinem Bericht aus (zu BTDrucks. II/3080, S. 10 zu § 1253): „Bei dieser besonderen Altersgrenze für Frauen hat sich der Ausschuß davon leiten lassen, daß die versicherte Frau vielfach einen Doppelberuf als Arbeitnehmer und Hausfrau erfüllt hat, der eine frühzeitige Abnutzung der Kräfte und damit frühzeitige Berufsunfähigkeit hervorruft.“
Mit dem Rentenreformgesetz (RRG) vom 16. Oktober 1972 (BGBl. I S. 1965) erhielt die Versicherte Altersruhegeld auf Antrag, die das 60. Lebensjahr vollendet und die Wartezeit nach Absatz 7 Satz 2 erfüllt hat – diese betrug 180 Kalendermonate –, wenn sie in den letzten 20 Jahren überwiegend eine rentenversicherungspflichtige Beschäftigung oder Tätigkeit ausgeübt hat. Mit dem RRG wurde auch das flexible Altersruhegeld eingeführt, das nach § 25 Abs. 1 AnVG auf Antrag der Versicherten vom 63. Lebensjahr oder, wenn sie Schwerbehinderte sind, vom 60. Lebensjahr an bewilligt werden kann, sofern sie 35 anrechnungsfähige Versicherungsjahre zurückgelegt haben.
Am 17. Februar 1987 entschied das Bundesverfassungsgericht (1 BvR 455/82), dass unterschiedliche Altersgrenzen für Renten bei Frauen und Männern nicht verfassungswidrig und mit dem Grundgesetz Artikel 3 Absatz 2 vereinbar sind.
Im ab 1. Januar 1992 geltenden Sozialgesetzbuch wurde die für Frauen geltende Regelung dann neuerlich geändert.
1. das 60. Lebensjahr vollendet haben,
2. nach Vollendung des 40. Lebensjahres mehr als zehn Jahre Pflichtbeitragszeiten haben und
3. die Wartezeit von 15 Jahren erfüllt haben.

lautete der nunmehrige Gesetzestext in § 39 SGB VI, wenn Frauen vor der allgemeinen Altersgrenze von 65 Jahren in Rente gehen wollten. Für Männer wie für Frauen wurde ein Zugangsfaktor bestimmend, der die Situation bei vorzeitiger Inanspruchnahme einer Altersrente beziehungsweise bei Verzicht auf eine Altersrente nach dem 65. Lebensjahr mit Zu- oder Abschlägen regulierte. Verschont wurden vom Zugangsfaktor die vor 1941 geborenen Antragsteller. Der Zugangsfaktor bewirkt, dass sich die Rente über ihre gesamte Laufzeit für jedes Jahr des Vorziehens um 3,6 % mindert und für jedes Jahr des Verzichts um 6 % erhöht.
Der Gesetzgeber entschied sich im Hinblick auf längere Rentenbezugsdauern weiterhin, stufenweise die geltenden Altersgrenzen von 60 Jahren wegen Arbeitslosigkeit und für Frauen sowie von 63 Jahren für langjährig Versicherte für die Altersrenten, die unter besonderen Voraussetzungen bereits vor Vollendung des 65. Lebensjahres in Anspruch genommen werden können, auf das 65. beziehungsweise 67. Lebensjahr anzuheben.
Die Regelaltersgrenze wurde mit dem RV-Altersgrenzenanpassungsgesetz vom 20. April 2007 schrittweise ab 2012 bis 2029 auf 67 Jahre angehoben.